# Швыряев, Ярослав Михайлович
Ярослав Михайлович Швыря́ев (р. 1949) — депутат Государственной думы третьего созыва.

## Биография
Родился 27 июня 1949 года в Магадане.
Окончил ХПИ.
Работал заместителем начальника «Братскгэсстроя». Являлся депутатом, председателем Комитета по экономике Читинской областной Думы.
В 1996 году баллотировался на пост губернатора Читинской области, занял второе место, набрав 22,86% голосов.
На время избрания в Государственную Думу третьего созыва в 1999 году работал генеральным директором ОАО «Читаэнергострой». Был избран депутатом по Борзинскому одномандатному избирательному округу #187 Читинской области, выдвигался непосредственно избирателями. Входил в депутатскую группу «Регионы России», являлся заместителем председателя Комитета по промышленности, строительству и наукоемким технологиям.